# Davis Cup 2025 – 2. kvalifikační kolo
2. kvalifikační kolo Davis Cupu 2025 zahrnuje sedm mezistátních tenisových zápasů hraných mezi 12. a 14. zářím 2025. V rámci mužské týmové soutěže – Davis Cupu 2025, do druhého kvalifikačního kola nastoupí čtrnáct družstev, která vytvoří sedm párů. Dvoudenní vzájemná mezistátní utkání se konají ve formátu domácího a hostujícího týmu do tři vítězných bodů (čtyři dvouhry a čtyřhra jako v pořadí třetí utkání).
Sedm vítězů druhého kvalifikačního kola postoupí do listopadového Final 8, z něhož vzejde vítěz ročníku. Na sedm poražených čeká účast v 1. kvalifikačním kole 2026.

## Přehled
Účast ve 2. kvalifikačním kole si zajistilo 14 týmů:
- 1 poražený finalista Davis Cupu 2024 (Nizozemsko)
- 13 vítězů 1. kvalifikačního kola 2025

| 2. kvalifikační kolo: 12.–13. a 13.–14. září 2025 | 2. kvalifikační kolo: 12.–13. a 13.–14. září 2025 | 2. kvalifikační kolo: 12.–13. a 13.–14. září 2025 | 2. kvalifikační kolo: 12.–13. a 13.–14. září 2025 | 2. kvalifikační kolo: 12.–13. a 13.–14. září 2025 | 2. kvalifikační kolo: 12.–13. a 13.–14. září 2025 | 2. kvalifikační kolo: 12.–13. a 13.–14. září 2025 |
| Domácí                                            | výsledek                                          | hosté                                             | místo konání                                      | areál / hala                                      | povrch                                            |                                                   |
| ------------------------------------------------- | ------------------------------------------------- | ------------------------------------------------- | ------------------------------------------------- | ------------------------------------------------- | ------------------------------------------------- | ------------------------------------------------- |
| Nizozemsko [1]                                    | –                                                 | Argentina [14]                                    | Groningen                                         | MartiniPlaza                                      | tvrdý (hala)                                      |                                                   |
| Austrálie [2]                                     | –                                                 | Belgie [13]                                       |                                                   |                                                   |                                                   |                                                   |
| Maďarsko                                          | –                                                 | Rakousko                                          | Debrecín                                          | Főnix Aréna                                       |                                                   |                                                   |
| Japonsko                                          | –                                                 | Německo [4]                                       | Tokio                                             | Ariake Coliseum                                   | tvrdý (hala)                                      |                                                   |
| Spojené státy [5]                                 | –                                                 | Česko [10]                                        |                                                   |                                                   |                                                   |                                                   |
| Španělsko [9]                                     | –                                                 | Dánsko                                            | Marbella                                          | Club de Tenis Puente Romano                       | antuka                                            |                                                   |
| Chorvatsko [7]                                    | –                                                 | Francie [8]                                       |                                                   |                                                   |                                                   |                                                   |

## Zápasy 2. kvalifikačního kola

### Nizozemsko vs. Argentina
| | Nizozemsko |  |    | Argentina |    |  |
| --- | --- |  | -- | --------- | -- |  |
| MartiniPlaza, Groningen, Nizozemsko 12.–13. září 2025 tvrdý (hala) | |  |    |           |    |  |
| \| \| \| \| 1. \| 2. \| 3. \| \| \| ----------- \| ------------------------------------------------------------------------------------------------------------------------------------------------- \| \| -- \| -- \| -- \| \| \| 1. \| \| \| \| \| \| \| \| 2. \| \| \| \| \| \| \| \| 3. \| \| \| \| \| \| \| \| 4. \| \| \| \| \| \| \| \| 5. \| \| \| \| \| \| \| \| \| \| \| \| \| \| \| \| \| \| \| \| \| \| \| \| \| \| \| \| \| \| \| \| Podrobnosti \| \| \| \| \| \| \| \| \| Předchozí poměr vzájemných zápasů mezi Nizozemskem a Argentinou činí 0–1, když Argentinci vyhráli na úvod Světové skupiny 2009 v Buenos Aires.[4] \| \| \| \| \| \| | |  |    |           |    |  |
| | |  | 1. | 2.        | 3. |  |
| 1. | |  |    |           |    |  |
| 2. | |  |    |           |    |  |
| 3. | |  |    |           |    |  |
| 4. | |  |    |           |    |  |
| 5. | |  |    |           |    |  |
| | |  |    |           |    |  |
| | |  |    |           |    |  |
| | |  |    |           |    |  |
| Podrobnosti | |  |    |           |    |  |
| | Předchozí poměr vzájemných zápasů mezi Nizozemskem a Argentinou činí 0–1, když Argentinci vyhráli na úvod Světové skupiny 2009 v Buenos Aires. |  |    |           |    |  |

### Austrálie vs. Belgie
| | Austrálie                                                           |  |    | Belgie |    |  |
| --- | ------------------------------------------------------------------- |  | -- | ------ | -- |  |
| bude oznámeno, Austrálie 12.–14. září 2025 |                                                                     |  |    |        |    |  |
| \| \| \| \| 1. \| 2. \| 3. \| \| \| ----------- \| ---------------------------------------------------------------------- \| \| -- \| -- \| -- \| \| \| 1. \| \| \| \| \| \| \| \| 2. \| \| \| \| \| \| \| \| 3. \| \| \| \| \| \| \| \| 4. \| \| \| \| \| \| \| \| 5. \| \| \| \| \| \| \| \| \| \| \| \| \| \| \| \| \| \| \| \| \| \| \| \| \| \| \| \| \| \| \| \| Podrobnosti \| \| \| \| \| \| \| \| \| Předchozí poměr vzájemných zápasů mezi Austrálií a Belgií činí 4–3.[5] \| \| \| \| \| \| |                                                                     |  |    |        |    |  |
| |                                                                     |  | 1. | 2.     | 3. |  |
| 1. |                                                                     |  |    |        |    |  |
| 2. |                                                                     |  |    |        |    |  |
| 3. |                                                                     |  |    |        |    |  |
| 4. |                                                                     |  |    |        |    |  |
| 5. |                                                                     |  |    |        |    |  |
| |                                                                     |  |    |        |    |  |
| |                                                                     |  |    |        |    |  |
| |                                                                     |  |    |        |    |  |
| Podrobnosti |                                                                     |  |    |        |    |  |
| | Předchozí poměr vzájemných zápasů mezi Austrálií a Belgií činí 4–3. |  |    |        |    |  |

### Maďarsko vs. Rakousko
| | Maďarsko                                                               |  |    | Rakousko |    |  |
| --- | ---------------------------------------------------------------------- |  | -- | -------- | -- |  |
| Főnix Aréna, Debrecín, Maďarsko 12.–14. září 2025 |                                                                        |  |    |          |    |  |
| \| \| \| \| 1. \| 2. \| 3. \| \| \| ----------- \| ------------------------------------------------------------------------- \| \| -- \| -- \| -- \| \| \| 1. \| \| \| \| \| \| \| \| 2. \| \| \| \| \| \| \| \| 3. \| \| \| \| \| \| \| \| 4. \| \| \| \| \| \| \| \| 5. \| \| \| \| \| \| \| \| \| \| \| \| \| \| \| \| \| \| \| \| \| \| \| \| \| \| \| \| \| \| \| \| Podrobnosti \| \| \| \| \| \| \| \| \| Předchozí poměr vzájemných zápasů mezi Maďarskem a Rakouskem činí 2–0.[6] \| \| \| \| \| \| |                                                                        |  |    |          |    |  |
| |                                                                        |  | 1. | 2.       | 3. |  |
| 1. |                                                                        |  |    |          |    |  |
| 2. |                                                                        |  |    |          |    |  |
| 3. |                                                                        |  |    |          |    |  |
| 4. |                                                                        |  |    |          |    |  |
| 5. |                                                                        |  |    |          |    |  |
| |                                                                        |  |    |          |    |  |
| |                                                                        |  |    |          |    |  |
| |                                                                        |  |    |          |    |  |
| Podrobnosti |                                                                        |  |    |          |    |  |
| | Předchozí poměr vzájemných zápasů mezi Maďarskem a Rakouskem činí 2–0. |  |    |          |    |  |

### Japonsko vs. Německo
| | Japonsko |  |    | Německo |    |  |
| --- | --- |  | -- | ------- | -- |  |
| Ariake Coliseum, Tokio, Japonsko 12.–13. září 2025 tvrdý (hala) | |  |    |         |    |  |
| \| \| \| \| 1. \| 2. \| 3. \| \| \| ----------- \| ------------------------------------------------------------------------------------------------------------------------------------------------- \| \| -- \| -- \| -- \| \| \| 1. \| \| \| \| \| \| \| \| 2. \| \| \| \| \| \| \| \| 3. \| \| \| \| \| \| \| \| 4. \| \| \| \| \| \| \| \| 5. \| \| \| \| \| \| \| \| \| \| \| \| \| \| \| \| \| \| \| \| \| \| \| \| \| \| \| \| \| \| \| \| Podrobnosti \| \| \| \| \| \| \| \| \| Předchozí poměr vzájemných zápasů mezi Japonskem a Německem činí 1–0, když Japonci vyhráli v roce 1933 berlínské čtvrtfinále evropského pásma.[8] \| \| \| \| \| \| | |  |    |         |    |  |
| | |  | 1. | 2.      | 3. |  |
| 1. | |  |    |         |    |  |
| 2. | |  |    |         |    |  |
| 3. | |  |    |         |    |  |
| 4. | |  |    |         |    |  |
| 5. | |  |    |         |    |  |
| | |  |    |         |    |  |
| | |  |    |         |    |  |
| | |  |    |         |    |  |
| Podrobnosti | |  |    |         |    |  |
| | Předchozí poměr vzájemných zápasů mezi Japonskem a Německem činí 1–0, když Japonci vyhráli v roce 1933 berlínské čtvrtfinále evropského pásma. |  |    |         |    |  |

### Spojené státy americké vs. Česko
| | Spojené státy americké |  |    | Česko |    |  |
| --- | --- |  | -- | ----- | -- |  |
| bude oznámeno, Spojené státy americké 12.–14. září 2025 | |  |    |       |    |  |
| \| \| \| \| 1. \| 2. \| 3. \| \| \| ----------- \| -------------------------------------------------------------------------------------------------------------------------------------------------------------------------------------- \| \| -- \| -- \| -- \| \| \| 1. \| \| \| \| \| \| \| \| 2. \| \| \| \| \| \| \| \| 3. \| \| \| \| \| \| \| \| 4. \| \| \| \| \| \| \| \| 5. \| \| \| \| \| \| \| \| \| \| \| \| \| \| \| \| \| \| \| \| \| \| \| \| \| \| \| \| \| \| \| \| Podrobnosti \| \| \| \| \| \| \| \| \| Předchozí poměr vzájemných zápasů mezi Spojenými státy americkými a Českem činí 5–1. Naposledy před probíhajícím ročníkem vyhráli Američané na úvod ostravské Světové skupiny 2007.[9] \| \| \| \| \| \| | |  |    |       |    |  |
| | |  | 1. | 2.    | 3. |  |
| 1. | |  |    |       |    |  |
| 2. | |  |    |       |    |  |
| 3. | |  |    |       |    |  |
| 4. | |  |    |       |    |  |
| 5. | |  |    |       |    |  |
| | |  |    |       |    |  |
| | |  |    |       |    |  |
| | |  |    |       |    |  |
| Podrobnosti | |  |    |       |    |  |
| | Předchozí poměr vzájemných zápasů mezi Spojenými státy americkými a Českem činí 5–1. Naposledy před probíhajícím ročníkem vyhráli Američané na úvod ostravské Světové skupiny 2007. |  |    |       |    |  |

### Španělsko vs. Dánsko
| | Španělsko                                                             |  |    | Dánsko |    |  |
| --- | --------------------------------------------------------------------- |  | -- | ------ | -- |  |
| Club de Tenis Puente Romano, Marbella, Španělsko 13–14. září 2025 antuka |                                                                       |  |    |        |    |  |
| \| \| \| \| 1. \| 2. \| 3. \| \| \| ----------- \| ------------------------------------------------------------------------- \| \| -- \| -- \| -- \| \| \| 1. \| \| \| \| \| \| \| \| 2. \| \| \| \| \| \| \| \| 3. \| \| \| \| \| \| \| \| 4. \| \| \| \| \| \| \| \| 5. \| \| \| \| \| \| \| \| \| \| \| \| \| \| \| \| \| \| \| \| \| \| \| \| \| \| \| \| \| \| \| \| Podrobnosti \| \| \| \| \| \| \| \| \| Předchozí poměr vzájemných zápasů mezi Španělskem a Dánskem činí 3–2.[10] \| \| \| \| \| \| |                                                                       |  |    |        |    |  |
| |                                                                       |  | 1. | 2.     | 3. |  |
| 1. |                                                                       |  |    |        |    |  |
| 2. |                                                                       |  |    |        |    |  |
| 3. |                                                                       |  |    |        |    |  |
| 4. |                                                                       |  |    |        |    |  |
| 5. |                                                                       |  |    |        |    |  |
| |                                                                       |  |    |        |    |  |
| |                                                                       |  |    |        |    |  |
| |                                                                       |  |    |        |    |  |
| Podrobnosti |                                                                       |  |    |        |    |  |
| | Předchozí poměr vzájemných zápasů mezi Španělskem a Dánskem činí 3–2. |  |    |        |    |  |

### Chorvatsko vs. Francie
| | Chorvatsko                                                             |  |    | Francie |    |  |
| --- | ---------------------------------------------------------------------- |  | -- | ------- | -- |  |
| bude oznámeno, Chorvatsko 12.–14. září 2025 |                                                                        |  |    |         |    |  |
| \| \| \| \| 1. \| 2. \| 3. \| \| \| ----------- \| -------------------------------------------------------------------------- \| \| -- \| -- \| -- \| \| \| 1. \| \| \| \| \| \| \| \| 2. \| \| \| \| \| \| \| \| 3. \| \| \| \| \| \| \| \| 4. \| \| \| \| \| \| \| \| 5. \| \| \| \| \| \| \| \| \| \| \| \| \| \| \| \| \| \| \| \| \| \| \| \| \| \| \| \| \| \| \| \| Podrobnosti \| \| \| \| \| \| \| \| \| Předchozí poměr vzájemných zápasů mezi Chorvatskem a Francií činí 2–1.[11] \| \| \| \| \| \| |                                                                        |  |    |         |    |  |
| |                                                                        |  | 1. | 2.      | 3. |  |
| 1. |                                                                        |  |    |         |    |  |
| 2. |                                                                        |  |    |         |    |  |
| 3. |                                                                        |  |    |         |    |  |
| 4. |                                                                        |  |    |         |    |  |
| 5. |                                                                        |  |    |         |    |  |
| |                                                                        |  |    |         |    |  |
| |                                                                        |  |    |         |    |  |
| |                                                                        |  |    |         |    |  |
| Podrobnosti |                                                                        |  |    |         |    |  |
| | Předchozí poměr vzájemných zápasů mezi Chorvatskem a Francií činí 2–1. |  |    |         |    |  |